# Colibrí inca de Perijá
El colibrí inca de Perijá (Coeligena consita) és una espècie d'ocell de la família dels troquílids (Trochilidae) que habita la Serralada de Perijá, del nord-est de Colòmbia i oest de Veneçuela.
Considerada una subespècie de Coeligena bonapartei per diversos autors.